# Eurotrain (Joint Venture)
Eurotrain war ein Joint Venture zwischen GEC-Alsthom und Siemens zur Vermarktung von Hochgeschwindigkeitszügen und -strecken auf außereuropäischen Märkten.
Die Gesellschaft wurde 1996 gegründet und später, nach dem Scheitern mehrerer Gemeinschaftsprojekte, aufgelöst.

## Geschichte
Das Unternehmen wurde im März 1996 durch Siemens und GEC-Alsthom gegründet. Beide Konzerne entsandten dabei jeweils einen Vertreter in die Geschäftsführung des neuen Unternehmens. Das Unternehmen wurde eher als eine Vermarktungsgesellschaft, denn als umfassender Betrieb verstanden; das operative Geschäft wurde weiterhin von den Sitzen der beiden Partner geleitet. Ebenfalls sollte es weder eine gemeinsame Fertigung noch einen Technologieaustausch geben. Der Anteil von GEC-Alsthom an der gemeinsamen Tochtergesellschaft lag bei 60 Prozent, der von Siemens bei 40 Prozent.
Interessenten sollten dabei zukünftig Züge aus ICE- und TGV-Komponenten beliebig zusammenstellen können. Die Vertriebskooperation konzentrierte sich auf den asiatischen Markt und galt nicht für Europa und Nordamerika, wo beide Zugsysteme unverändert in Konkurrenz standen. Zu den Projekten, für die eine Bewerbung angestrebt wurde, zählte die Taiwan High Speed Rail in Taiwan sowie eine Schnellfahrstrecke zwischen Peking und Shanghai.
Ein wesentliches Ziel der Kooperation bestand auch darin, die Margen in einem hart umkämpften Markt zu verbessern. Als im Jahr 1993 GEC-Alsthom sich gegen ein Siemens-Angebot in Korea durchsetze, bei einem Gesamt-Auftragsvolumen von rund 13 Milliarden Euro, sprach der Siemens-Vorstandschef von Pierer später (1995) von einem Konkurrenzkampf, der sich „tunlichst nicht wiederholen“ solle.

## Bewerbung in Taiwan

### Anfänglicher Erfolg
Nach langjährigen Untersuchungen hatte das Bureau of High Speed Rail (BOHSR), eine dem Taiwanischen Ministerium für Verkehr und Telekommunikation (MOTC) unterstellte Behörde, im Oktober 1997 das Projekt Taiwan High Speed Rail, eine 345 km lange Neubaustrecke zwischen der taiwanischen Hauptstadt Taipeh und der Hafenstadt Kaohsiung, als Konzession nach dem Build Operate Transfer-Betreibermodell (BOT) ausgeschrieben. Neben dem Bau (etwa fünf Jahre Bauzeit) sollte auch der Betrieb der Strecke über 30 Jahre gewährleistet werden. Anschließend, nach etwa 35 Jahren, sollte das Projekt in das Eigentum des Staates übergehen.
Im August 1997 lagen Angebote von zwei Bewerbern vor: das Taiwan High Speed Rail Consortium (THSRC), ein Konsortium aus fünf taiwanischen Konzernen und der Evergreen-Gruppe, das sich Eurotrain als Technologie-Partner aussuchte; sowie die Chungwa High Speed Rail Consortium (CHSRC), das sich mit dem Taiwan Shinkansen Consortium (TSC), dem von der Mitsui Group angeführten Anbieter japanischer Shinkansen-Technologie verbündete. Das Angebot des THSRC lag mit 11,77 Milliarden US-Dollar weit unter dem 18,48 Milliarden des CHSRC. THSRC versprach auch, das Projekt ohne Nettokosten für den Staat auszuführen, und aus 10 % seiner Einnahmen Nahverkehrssysteme zu finanzieren. Obwohl der Konkurrent politisch favorisiert wurde, wurde THSRC „wegen der deutlich besseren Finanzierungsvorschläge“ am 25. September 1997 zum „bevorzugten Anbieter“ erklärt, und begann mit BOHSR Verhandlungen über den Konzessionsvertrag auszuhandeln. Im Mai 1998 änderte das Konsortium seine Rechtsform in eine Aktiengesellschaft, und nannte sich fortan Taiwan High Speed Rail Corporation (mit gleich bleibender Abkürzung); im Zuge der Neuausrichtung gab THSRC ihrem Technologiepartner Eurotrain den Status „Förderer“.
Die BOT-Konzession umfasste die Errichtung der Strecke und deren Betrieb für 35 Jahre. Auf die europäischen Partner entfielen dabei der Bau des Gleises, der elektrischen Systeme und der Züge für rund vier Milliarden Dollar. Als Züge favorisierte THSRC eine Mischung aus Siemens-Triebköpfen für 300 km/h und Doppelstock-Mittelwagen von GEC-Alsthom, Die Züge sollten u. a. eine deutsche Oberleitung vom Typ Re 330 und das Zugsicherungssystem LZB erhalten, während von französischer Seite die Stellwerkstechnik zugeliefert werden sollte.
Das Zug-Konzept von Eurotrain bestand aus zwei Triebköpfen, die aus denen des ICE 2 abgeleitet wären, sowie aus zwölf Mittelwagen mit Jacobs-Drehgestellen, die an die Mittelwagen des TGV Duplex angelehnt wären, mit einer Gesamtlänge von 271,8 m. Je Zug waren 190 Sitzplätze in der ersten und 670 Sitzplätze in der zweiten Klasse vorgesehen. Darüber hinaus sollten ein Speisewagen sowie Telefon- und Fax-Möglichkeiten angeboten werden. Für das vorgesehene Betriebskonzept (Zugfolgezeiten von bis zu drei Minuten) sollten rund 70 Eurotrain-Triebzüge benötigt werden.
Während der Verhandlungen organisierte THSRC und Eurotrain eine Präsentationsfahrt mit einem extra für den Anlass zusammengestellten Versuchszug, um BOHSR über die technische Machbarkeit des ICE-TGV-Hybridzuges zu überzeugen (siehe #Präsentationsfahrt in Deutschland).
Das ICE-Unglück von Eschede am 3. Juni 1998 hatte die Chancen von THSRC (und somit die von Eurotrain) für den endgültigen Vertrag nicht gemindert: obwohl die BOHSR von Deutschland detaillierte Informationen über die Unfallursachen erwartete, wurde seitens der Behörde anerkannt, dass der beim Eschede-Zug gebrochene spezielle Radtyp mit Radreifen beim Eurotrain nicht zur Anwendung kommt. Regierung und THSRC haben den Konzessionsvertrag schließlich am 23. Juli 1998 unterschrieben.

#### Präsentationsfahrt in Deutschland

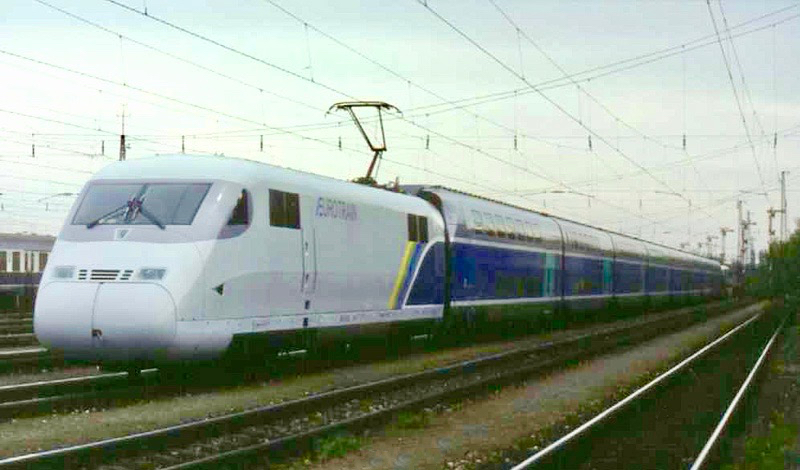
Zu Demonstrationszwecken verkehrte 1998 zeitweilig ein aus ICE-2-Triebköpfen und TGV-Duplex-Mittelwagen zusammengesetzter Zug. Hier: Mitte April 1998 in München.

Am 4. Mai 1998 wurde der Eurotrain-Versuchszug offiziell in Göttingen vorgestellt.
Am gleichen Tag erreichte der Eurotrain auf der Schnellfahrstrecke Hannover–Würzburg, zwischen Hannover und Göttingen (nördlich von Orxhausen), eine Geschwindigkeit von 316 km/h. Die Präsentationsfahrt mit dem provisorisch zusammengestellten Zug sollte der Vertragsunterzeichnung für das Taiwan High Speed Rail Project vorangehen. Die Fahrt erfolgte unter grüner Welle, wodurch es zu Fahrplanverschiebungen im Regelverkehr kam.
Der Zugverband bestand aus den ICE-2-Triebköpfen 402 042-6 und 402 046-7 und acht Mittelwagen der TGV-Garnitur 224. Der 200 m lange Zug erhielt einige technische Veränderungen. So wurden – da aufgrund der kurzen Länge nicht beide Triebköpfe mit angehobenem Stromabnehmer fahren konnten – die Triebköpfe über die Hochspannungs-Dachleitung der TGV-Triebköpfe miteinander verbunden. Auf dem Dach neu montiert wurden zwei Lichtwellenleiter und zwei 110-Volt-Leitungen zur Verbindung der Triebköpfe. Zur Speisung der TGV-Mittelwagen (550 V Gleichstrom) aus den Triebköpfen (1000 V Wechselstrom) war in einem Mittelwagen ein Gleichrichter installiert worden. Die Mittelpufferkupplungen der Triebköpfe wurden durch eine Adapterkupplung ersetzt, um mit den TGV-Wagen gekuppelt werden zu können, die über eine Zug-und-Stoß-Einrichtung nach UIC-Standard verfügten. Die Bremsen der Mittelwagen wurden rein pneumatisch angesteuert, ohne die beim ICE übliche Elektropneumatik (ep).
Für die Präsentationsfahrt waren die Triebköpfe am 9. März in das Siemens-Werk nach Krefeld-Uerdingen überführt worden, um am Heck mechanische Anpassungen für die TGV-Wagen zu erhalten. Am 2. April wurde der Wagenverband in das Bahnbetriebswerk München-West überführt. Dieser hatte zuvor im GEC-Alsthom-Werk in La Rochelle den zusätzlichen Gleichrichter erhalten. In München wurden die Wagen mit den ICE-Triebköpfen vereinigt, die bereits am 27. März in München eingetroffen waren. Nach der Zusammenstellung des Zuges wurde der Zug, über mehrere Tage, mit einem neuen Design beklebt. Nach statischen Tests setzte sich der Zug am 9. April 1998 erstmals für Testfahrten in Bewegung. Anschließend wurde der Zug mit Überwachungseinrichtungen ausgerüstet. Am 25. April 1998, um 7:30 Uhr, verließ der Zug München und fuhr über Ansbach nach Würzburg, wo er mit 250 km/h über die Schnellfahrstrecke und schließlich nach Minden überführt wurde. Am 27. April begannen Hochtastfahrten mit Geschwindigkeiten zwischen 250 und 280 km/h. Am 28. April wurden 310 km/h erreicht. Am 29. April folgten weitere Probefahrten mit 300 und 310 km/h. Dabei wurden auch Druckmessungen im Zug (Komfortaspekte) und Schallmessungen an der Strecke vorgenommen. Am 3. Mai wurde der Zug nach Hamburg überführt, wo er im Rahmen eines Abendessens 100 geladenen Gästen aus Politik und Wirtschaft sowie 100 Medienvertretern präsentiert wurde. Am 4. Mai startete der Zug, nach verschiedenen Ansprachen, vom Bahnhof Göttingen nach Hannover.
Nach Medienberichten reiste die taiwanische Delegation nach der Präsentationsfahrt nach Frankreich weiter, wo diese eingeladen worden sei, die Züge vollständig in Frankreich zu bestellen.

### Ausscheiden aus dem Projekt
Infolge der Asienkrise hatte Konzessionsgewinner THSRC Schwierigkeiten, die Finanzierung des Projektes zusammenzustellen. Im Mai 1999 versprach die Regierung von Japan, dem Konsortium verbilligte Darlehen zu gewähren, wenn es im Gegenzug zur Shinkansen-Technologie überwechselt. Auch der Präsident des unterlegenen CHSRC-Konsortiums, der ein Hauptsponsor der Regierungspartei Kuomintang war, versprach Hilfe. THSRC gab im gleichen Monat zu erkennen, dass die Wahl der Technologie-Zulieferers offen sei, und hat dann am 15. Juni 1999 die Neuausschreibung offiziell gestartet. Sowohl Eurotrain als auch TSC gaben Offerten ab.
Um die vermeintlichen finanziellen Vorteile des Angebots von TSC auszugleichen, bot Eurotrain im September 1999 an, einen Anteil von 10 Prozent an THSRC zu kaufen. (Im folgenden Jahr unterschrieb auch TSC einen Vertrag über den Kauf von 10 Prozent der Anteile.) Die Bewerber wurden auch politisch unterstützt: dem oben geschilderten Einschreiten der japanischen Regierung stand ein Brief der Handelskommission der Europäischen Union gegenüber. Eine Visite von Frankreichs Verkehrsminister war nur wegen des Fregattenskandals abgesagt, was zu Mutmaßungen führte, dass auch Eurotrain Verbindungen zur Interessengruppe im Zentrum des Skandals hatte.  Kurz bevor die Entscheidung kam, planten jedoch sowohl Frankreich als auch Deutschland noch weitere Besuche auf Ministerebene.
Nachdem die zwei Bewerber am 3. Dezember 1999 ihre endgültigen Angebote abgegeben hatten, teilte THSRC am 28. Dezember überraschend mit, sie wolle statt mit dem Eurotrain-Konsortium mit dem japanischen TSC-Konsortium den endgültigen Vertrag aushandeln. Ein Vergleich der Angebote habe laut einem Sprecher des Betreibers ergeben, dass die Shinkansen-Technologie der europäischen Lösung in den Aspekten der Technologie, des Preises, der Finanzierung und der Wartung überlegen gewesen sei. So hätte das japanische Konsortium flexiblere Instandhaltungskonzepte vorgelegt. Japanische Banken kündigten an, das Projekt mit einem Kredit für die Strecke und die notwendigen Züge in Höhe von umgerechnet 5,6 Milliarden DM zu unterstützen. THSRC hat auch die Rolle der erwarteten Wechselkursschwankungen hervorgehoben, und bemerkt, dass TSC einen neueren Shinkansen angeboten haben, als zuvor in der unterlegenen Konzessionsbewerbung von CHSRC.
Nach Berichten in den taiwanischen und deutschen Medien waren die Motive hinter dem Kurswechsel vor allen Dingen politischer Natur: Die Wahl des Technologie-Anbieters sollte den Weg für eine offizielle Japan-Reise des damaligen taiwanischen Präsidenten Lee Teng-hui ebnen. THSRC hat diese Berichte zurückgewiesen. Die Medien erinnerten aber daran, dass Lee – in einem im Mai 1999 erschienenen Buch – sich für die japanische Technologie starkmachte: Er schrieb von einem kleinen Preisvorteil des Eurotrains, dem aber in puncto Sicherheit die Erinnerung des Eschede-Unfalls und im Punkt der politischen Überlegungen die Hoffnungen auf Unterstützung Taiwans durch die japanische Regierung gegenüberstünden.

### Rechtsstreit
Eurotrain verstand die Klauseln seiner Vereinbarung mit dem Rechtsvorgänger der Betreibergesellschaft THSRC von 1997, in dem Eurotrain als bevorzugter Anbieter genannt wird, als bindenden Vertrag, der nun seitens der THSRC verletzt wurde, weshalb Eurotrain bei den taiwanischen Gerichten eine Klage gegen die Entscheidung einreichte.  Siemens-Chef Heinrich von Pierer bat auch Präsident Lee Teng-hui darum, in die Angelegenheit einzugreifen, was aber zurückgewiesen wurde. Währenddessen besuchten die Handelsbeauftragten von Deutschland, Frankreich und Großbritannien den Präsidenten von THSRC, um sie über die Vergabe zu befragen.
Die Klage von Eurotrain gegen die Vergabe wurde Anfang Februar 2000 in erster Instanz zurückgewiesen. Das Gericht betonte, das klagende Konsortium habe für die angestrebte einstweilige Verfügung keine ausreichenden Fakten vorlegen können. Auch die Berufung vor dem Obersten Gerichtshof Taiwans scheiterte im Juni gleichen Jahres. Nach langwierigen Verhandlungen unterschrieben THSRC und TSC schließlich am 12. Dezember 2000 den Vertrag über die Lieferung der Technologie.
Im Rahmen einer im März 2001 erhobenen Zivilklage vor dem Internationalen Schiedsgericht in Singapur verlangten die beiden Konsortialunternehmen eine Entschädigung von 1,7 Milliarden DM für den entgangenen Auftrag. THSRC als Angeklagte hat wiederum darauf bestanden, dass die Entscheidung rein geschäftlich war, und nur „Preis, Finanzplanung und Wartung“ den Ausschlag gaben. Nach einem langen Schlichtungsprozess entschied das Gericht im März 2004 im Sinne der Anklage für Entschädigungszahlungen in Millionenhöhe: 32,4 Millionen US-Dollar für die Entwicklungsaufwendungen von Eurotrain, und weitere 35,7 Millionen US-Dollar für ungerechtfertigte Bereicherung. Im November 2004 hat THSRC schließlich zugesagt, 65 Millionen US-Dollar (mit Zinsen 89 Millionen US-Dollar) an Eurotrain zu zahlen.

### Nachwirkungen

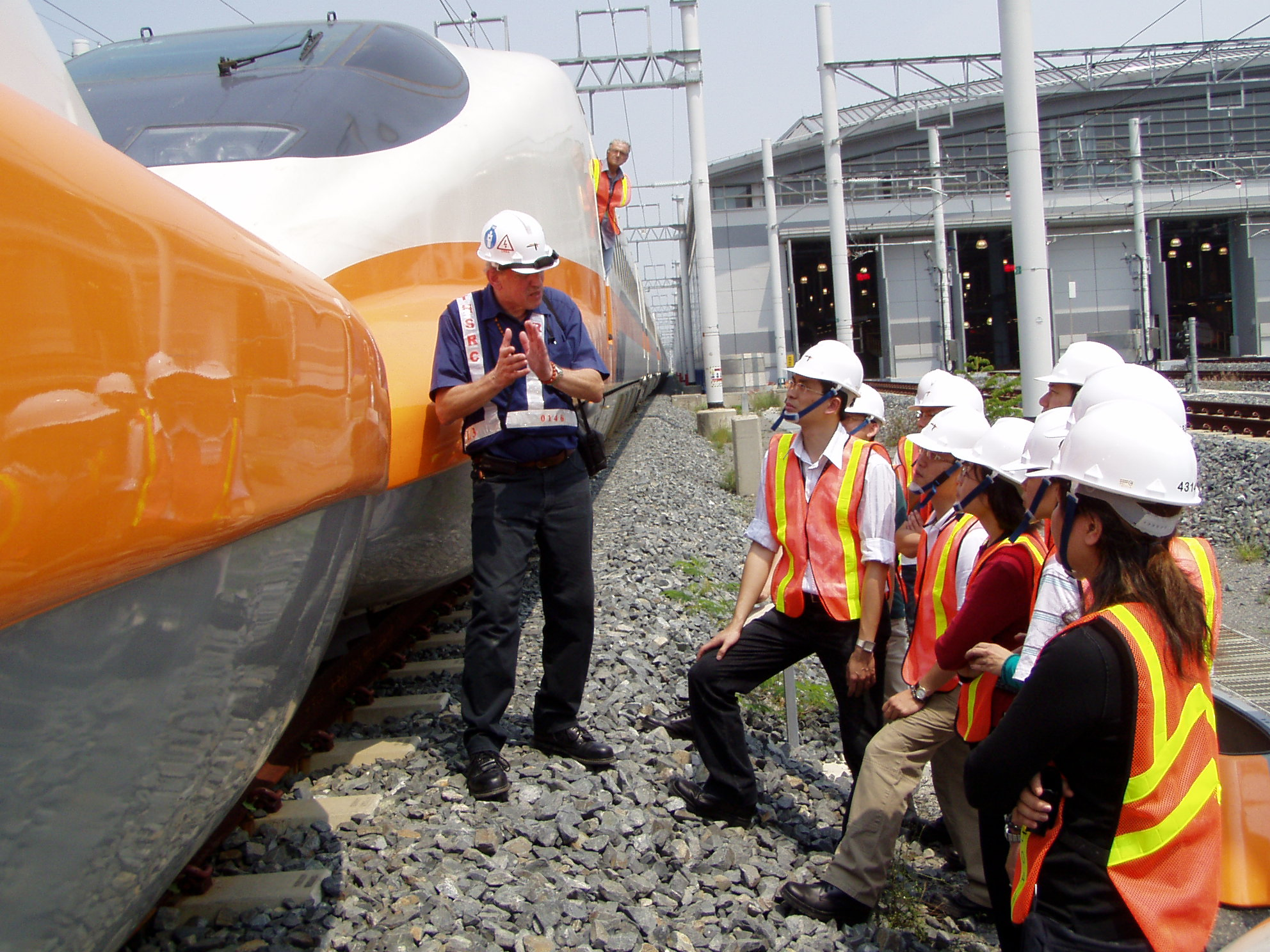
Ein französischer Ausbilder und ein Lokführer erklären und zeigen einer Gruppe von taiwanischen Auszubildenden den Kupplungsvorgang im September 2006.

Trotz Vergabe an das Taiwan Shinkansen Consortium bestand THSRC auf der Verwendung einiger europäischer Normen, Technologien und Spezialisten, die aus der Zusammenarbeit mit Eurotrain hervorgingen, so dass im Endeffekt eine Mischung aus japanischer, deutscher und französischer Technologie entstand.
- Der von THSRC geforderte, gegenüber dem Shinkansen größere Tunnelquerschnitt mit beidseitigen Fluchtwegen, sowie die gegenüber dem Shinkansen stärkeren Brücken entsprachen europäischen Normen.[33]
- THSRC hat auch für den von den japanischen Gleisbauern erstellten Teil des Oberbaus europäische Normen vorgeschrieben.[34]
- Das Betriebsplankonzept von THSRC sah Gleiswechselbetrieb nach europäischer Vorbild vor, im Gegensatz zum strikten Einrichtungsbetrieb auf dem Shinkansen, was TSC dazu zwang, ein neues Zugsicherungssystem zu entwerfen.[33]
- Wiederum für den Gleiswechselbetrieb lieferte Railone aus Deutschland Weichen mit beweglichem Herzstück auf fester Fahrbahn für höhere Geschwindigkeiten.[33][35]
- Moxa, der taiwanische Zulieferer des mit dem Kommunikationssystem integrierten Systems zur Überwachung der Umwelt und der Anlagen sowie zur Steuerung der letzteren (Environmental Control System), vertraute auf Siemens-Komponenten.[36]  Im Juli 2010, nach erfolglosen Versuchen, ein hartnäckiges Problem mit den Bewegungssensoren der Weichen zu lösen,[37] wandte sich THSRC an Siemens, um das Grundproblem zu finden.[38]
- THSRC schickte seine japanischen Züge mit 40 französischen und 13 deutschen Lokführern in den regulären Betrieb. Geplant war, sie in 18 Monaten durch neu ausgebildete einheimische Lokführer zu ersetzen.[39]

## Andere Projekte, das Ende
Angedacht war, die Eurotrain-Technik auch für die 1300 km lange Schnellfahrstrecke Peking–Shanghai anzubieten. Das kam jedoch nicht zustande.
Nach einem Treffen zwischen dem frisch eingesetzten DB-Chef Hartmut Mehdorn und SNCF-Chef Louis Gallois am 17. Dezember 1999 riefen beide die europäische Eisenbahnindustrie dazu auf, einen gemeinsamen Hochgeschwindigkeitszug zu entwickeln, um Kostenersparnisse zu realisieren. Der Sprecher der DB wies zur Begründung auf das deutsch-französische Gemeinschaftsprojekt Eurotrain hin und fragte, „Warum sollte in Europa nicht das möglich sein, was in Asien schon praktiziert wird?“
Der in den Medien als „Euro-Train“ bezeichnete Vorschlag war als Gemeinschaftsprojekt europäischer Staatsbahnen und Hersteller angestoßen worden, wobei bei den letzteren nach September 2000 nur die Eurotrain-Partner Alstom und Siemens übrig blieben. Das Projekt wurde offiziell Highspeed Train Europe (HTE) benannt, und Italiens FS wurde als zusätzlicher Eisenbahnbetreiber-Partner gewonnen. Nach Bewertung von 10.000 Detailfragen blieben aber 500 übrig, in denen die Partner keinen Kompromiss zu finden vermochten, weshalb das Projekt HTE im September 2009 auf Eis gelegt wurde.
Die Eurotrain Joint Venture, das an HTE bereits nicht direkt beteiligt war, wurde ebenfalls aufgelöst.